# Караффа-Корбут Софія Петрівна
Софі́я-Романа-Роксоляна Петрі́вна Кара́ффа-Ко́рбут (23 серпня 1924, Львів — 29 листопада 1996) — українська художниця-графік. Ілюстраторка близько 60 творів українських письменників, які вийшли тиражем понад 6 мільйонів примірників (ілюструвала кожну четверту дитячу книжку, яка виходила в Україні).

## Біографія
Батько, Петро Караффа-Корбут, білорус за національністю, належав до давнього шляхетського роду. Його далекий предок, Павло Караффа з роду венеційських князів, у XIV столітті перейшов до Польщі на службу до короля Владислава Ягайла, а нащадки Павла оселились у Білорусі. Сам батько народився 1887 року і невдовзі, як це було заведено, був зарахований до дворянства рішенням Мінських дворянських зборів, затвердженим потім указом російського Сенату. 1910 року білоруський шляхтич емігрував за кордон, а його родину в Білорусі згодом репресувала радянська влада, націоналізувавши маєтки.
З боку діда Петра Берези краєзнавці виводять родовід із козацьких поселенців, що нібито оселилися в селі Куткір (нині Буський район на Львівщині) після ліквідації Запорізької Січі. В усякому разі, в сільських метричних книгах згадки про Берез є з кінця XVIII століття.
Мати, Марія Петрівна Береза, через родину своєї матері (Анни з Кучинських) була споріднена зі Свєнціцькими (Іларіон Свєнціцький був її двоюрідним братом). Можливо, саме він познайомив батьків Софії Караффи-Корбут.
Мати Софії, Марія Береза, як і її старші сестри Михайлина та Євгенія, закінчила вчительську семінарію, але не змогла знайти місця в школі і виїхала до Франції. За версією Марії Іларіонівни Свєнціцької, дівчина спершу листувалася з Петром Караффою-Корбутом, а потім поїхала до нього. Містечко Сен-Кантен, де мешкало молоде подружжя, відоме ткацькими фабриками: на одній із них, напевно, працював «бюровим урядовцем» (як згодом писала Марія) її чоловік.
Важко сказати, чому Марія повернулась у Галичину, порвавши всі стосунки з чоловіком, а він емігрував до США.
Софія-Романа-Роксоляна Караффа-Корбут народилася у Львові й була охрещена у львівській церкві Петра і Павла. Її хрещеним батьком став земляк матері — видавець Іван Тиктор, а хрещеною мамою — соратниця Івана Франка Стефанія Мазур (мати Кирила Мазура, згодом художника, який жив у Франції).
Дитинство Софія провела в селі Куткір та у Львові.
Закінчивши 1936 року початкову школу, Софія продовжила навчання в жіночій гімназії сестер Василіянок. Проте 1939 року гімназію закрили і вона поїхала до районного міста Стрия, щоб навчатися в середній школі. Проте навчання закінчити не вдалося через початок Другої світової війни. Софія повернулася до Львова і у 1942 році вступила до Державної мистецько-промислової школи. У 1944 році закінчила перший клас Державної технічної фахової школи для будівництва. Навчання було перерване. Продовжилось воно у щойно відкритому Львівському художньо-промисловому училищі (нині коледж ім. Івана Труша). Після його закінчення мистецьку освіту Софія Караффа-Корбут продовжила в Інституті прикладного й декоративного мистецтва на відділі прикладної графіки факультету монументального живопису.
У 1953 році закінчила Львівський інститут прикладного та декоративного мистецтва, де вчилася у Івана Гуторова, Вітольда Манастирського та Романа Сельського.
Працювала в галузі станкової та книжкової графіки (переважно в техніці ліногравюри), декоративного мистецтва. Однією з найважливіших її робіт є ілюстрований «Кобзар», який вийшов у світ 1967 році. Там вміщені 34 ілюстрації художниці.
Померла 29 листопада 1996 року. Похована на цвинтарі села Куткір. У 2000 на могилі поставили пам'ятник роботи скульптора Івана Микитюка. На чорному мармурі надмогильного пам'ятника зображено Мавку, що тягне руки до неба. З протилежної сторони викарбувано слова художниці: «Я цінності ті марні давно перецінила і знаю: головне в житті є тільки віра, праця, честь та добра пам'ять по тобі, що теж живе недовго…».

## Творчість

### Станкова графіка
- «Верховинська весна» (1962),
- «Казка» (за мотивами драми-феєрії «Лісова пісня» Лесі Українки, 1963),
- серія «За мотивами творів Т. Г. Шевченка» (1963—1964),
- серія «Із іскри полум'я займеться. І» (1969),
- серія «Рідні Карпати» (1970);

### Книжкова графіка
- Васильченко С. В. Чарівна книжка: легенда, новели, оповід., урив. з повістей
- Вишенський І. Вибрані твори
- Вишня О. Якби моя бабуся встали: вибр. твори
- Андрій Волощак Довбушеві скарби. [Архівовано 16 жовтня 2014 у Wayback Machine.]
- Глібов Л. І. Цяцькований осел: вибр. твори
- Грабовський П. А. Не раз ми ходили в дорогу…: вибр. твори
- День, як маків цвіт: укр. нар. приспівки
- Дніпрова Чайка. Дівчина Чайка: казка
- Іваненко О. Д. Кисличка: казка
- Микола Лисич Дрібушечки. Вірші. — К.: Веселка, 1966. [Архівовано 8 лютого 2015 у Wayback Machine.]
- Микола Лисич Казка про білочку. — К.: Веселка, 1969. [Архівовано 8 лютого 2015 у Wayback Machine.]
- Лучук В. І. Чарівний глобус: вірші для дітей
- Малик В. К. Червона троянда [Архівовано 28 грудня 2014 у Wayback Machine.]: поеми
- Малишко А. Прометей. — К., 1967
- Петренко М. Є. Про Марічку невеличку
- Пригара М. А. Вірші та казки. Т. 1
- Пригара М. А. Повісті та оповідання. Т. 2
- Пригара М. А. Михайлик-джура козацький: історичні повість
- Пригара М. А. Байбак-мандрівник. [Архівовано 16 жовтня 2014 у Wayback Machine.]
- Старицький М. П. Останні орли: іст. повість із часів Гайдамаччини [Архівовано 24 червня 2016 у Wayback Machine.]
- Топеліус З. Казки
- Леся Українка Ясні самоцвіти. [Архівовано 16 жовтня 2014 у Wayback Machine.]
- Леся Українка Пісенька весняної води
- Леся Українка Літо краснеє минуло [Архівовано 16 жовтня 2014 у Wayback Machine.]
- Леся Українка Досвітні вогні: вірші, поеми
- Леся Українка Лісова пісня: драма-феєрія в 3-х діях
- Франко І. Я. Борислав сміється
- Франко І. Я. Іван Вишенський. — Львів: Каменяр, 2001 р., друге видання — 2006 р. [Архівовано 9 липня 2021 у Wayback Machine.]
- Франко І. Я. Лис Микита [Архівовано 21 жовтня 2014 у Wayback Machine.]: казка.
- Франко І. Я. Малий Мирон

Авторка численних екслібрисів.

### Декоративне мистецтво
- Керамічна тарілка «Данило Галицький» (1957).
- Тематичні вітражі «Урожай», «Дари землі», «Відпочинок», «Оздоровлення» для санаторію «Трускавець». Співавтор М. Тарнавський. Виконані на Львівській кераміко-скульптурній фабриці[6].
- Вітражі на тему пір року в трускавецькому санаторії «Південний». Співавтор М. Тарнавський, виконував колектив працівників Львівської кераміко-скульптурної фабрики[6].

## Пам'ять
На будинку школи с. Куткір 2000 року відкрито меморіальну таблицю.
На її честь названо 40-й курінь УПЮ.
Рішенням виконавчого комітету Львівської міської ради від 29 вересня 2022 року вулицю Айвазовського у Львові перейменовано на вул. Софії Караффи-Корбут.